# درو دنيس ديكس
درو دنيس ديكس (بالإنجليزية: Drew Dennis Dix)‏ هو مؤرخ أمريكي، ولد في 14 ديسمبر 1944 في West Point, New York ‏ في الولايات المتحدة.

## وصلات خارجية
- الموقع الرسمي